# 切斯特韦
切斯特韦，是匈牙利诺格拉德州所辖的一个村。总面积16.25平方公里，总人口304，人口密度18.7人/平方公里（2011年1月1日）。